# Calodesma dioptis
Calodesma dioptis är en fjärilsart som beskrevs av Felder 1874. Calodesma dioptis ingår i släktet Calodesma och familjen björnspinnare. Inga underarter finns listade i Catalogue of Life.